# برسركيون
البِرْسِرْكِيّون هم محاربين نورديين، وقد تم ذكرهم في الآداب الإسكندنافية القديمة. حاربوا في غضب لا يمكن السيطرة عليها تقريبا. يكونوا في نشوة غضب في المعارك، ومن هنا جاءت التسمية الكلمة الإنكليزية berserk (هائج). وقد تم الاستشهاد بهم في العديد من المصادر الإسكندنافية القديمة
كانوا قساة وهمجيون، يحملون صفات غير آدمية.. محاربين لا يمكنهم السيطرة على أنفسهم.. هم أقرب إلى الحيوان من البشر، كان البيرسيركيون يمارسون طقوساً يدخلون خلالها في حالة من النشوة يكتسبون منها طاقة هائلة وقدرة على التحمل وسرعة البديهة والإحساس بعدم الشعور بأي ألم وشراسة لا توصف قبل بدء المعركة.
إن حقدهم لا يعرف الحدود، يقومون بالعواء والزئير ويعضون دروعهم ويتجولون في الأماكن الشائكة بأرجل حافية حتى أنهم لا يحاولون السيطرة على تصرفاتهم.. المعتقد كان هو أن «الحديد لا يقهر البيرسيركيين»
"
يطلق اسم البيرسيركيون على رجال الفايكنغ الذين كرسوا أنفسهم لخدمة الإله أودين كبير آلهة الآسر في الميثولوجيا النوردية.

## البيرسيركيين
هم قوات النخبة في الفايكنغ. لكن محارب الفايكنغ العادي لم يكن يساوي شيئا أمام قوات النخبة
كان البيرسيركيون محاربين متوحشين بحق.. كانوا يرتدون جلد الدببة.. ليس هذا فقط بل كانوا يتصرفون كالدببة، وفي ساحة المعركة كانوا يقاتلون وهم في حالة من الهستريا، كانوا يقضمون أدرعهم وأياديهم تعبيرا عن غضبهم..
محاربون بلا عقول.. جعلتهم نوبات الغضب الغريبة وحوش لا يشعرون بضربة سيف ولا بطعنة رمح، وكانوا يمشون وسط الشوك وهم بلا أحذية دون أن ينبسوا ببنت شفة، كانوا دائما في المقدمة يهاجمون كالثيران الهائجة، وكانت حاميات بأكملها تهرب عندما ترى محاربي البيرسيركيين المميزين بجلد الدب الذي كانوا يرتدونه.
الإيمان، بأن البيرسيركيين شعب لا يقهر، عاش قرن ذهبياً وانعكس على الفلكلور الإسكندنافي. إن بيرسيركيي القرنين الحادي عشر والثاني عشر استطاعوا بمهارة استغلال هذا الصيت المتوارث عن أجدادهم.

## التسمية
البيرسيركر berserker (هائج باللغة العربية) اسم مستمد من بيرسيركر berserkr الإسكندنافية القديمة (الجمع بيرسيركير berserkir). هذا التعبير نشأ على الأرجح من عادتهم وسمعتهم بارتداء نوع من قميص أو معطف (سيركر serkr) مصنوعة من فروة الدب أثناء المعركة. الدب من الحيوانات تمثل أودين (آلهة الفايكنج)، وارتداء هذا جاء لسعي المحاربين إلى اكتساب قوة الدب ومباركات أودين.
أما المقطع (ber) ففي بعض الأحيان ينطق (بير- berr) ويفسر بمعنى 'عاري' وقد فسرها الروائي الآيسلندي سنوري سترلسون Snorri Sturluson أن المحاربين ذهبوا إلى المعركة بصدور عارية، أو 'بدون درع' كرجال أودين  وهذه وجهة نظر تم التخلي عنها إلى حدّ كبير . 

## نظريات
نستنتج من كل ذلك أن البيرسيركيين محاربين همج لا يملكون عقل ولا إحساس. لكن سر الغضب الذي كان يمتلكهم هو لغز حير العلماء..وعموما هناك فرضيتين،
أولهما هو أنهم كانوا يتناولون أعشاب مخدرة مصنوع من فطر الأمانيت (عيش الغراب الذبابي). قبل المعركة تجعلهم يفقدون الإحساس وبعد المعركة كانوا ينامون بسبب تأثير المخدر، وبما أن حياتهم كانت عبارة عن قتال بالتأكيد كانوا يتناولون الكثير من الأعشاب المخدرة قبل المعارك.. لكن تلك الأعشاب كان لها تأثير سلبي على عقولهم.
أما النظرية الثانية فتقول أن الفايكنغ كانوا مصابين بأمراض عقلية ورثوها عن أجدادهم ويبررون ذلك على أن الأعشاب المخدرة لا يمكن أن تجعل الإنسان يشعر بالغضب فجأة فهي في النهاية مخدر وليس محفز للغضب وربما كان البيرسيركيين يقومون بأمور تحفزهم على أن يشعروا بالحماسة والغضب.
وهناك نظريات وضعت تفسيرات أخرى للجنون والهياج المستمر، بما في ذلك الهستيريا، والصرع، والأمراض العقلية، أو الوراثية (مرض وراثي) 
يتلخص بتضخم لا يمكن السيطرة عليه في حجم العظم. .. الواضح أنه من الاستحالة بمكان التأكيد أو حتى نفي هذه النظرية الغريبة بسبب القدم التاريخي لهذه الأساطير .

## معرض صور

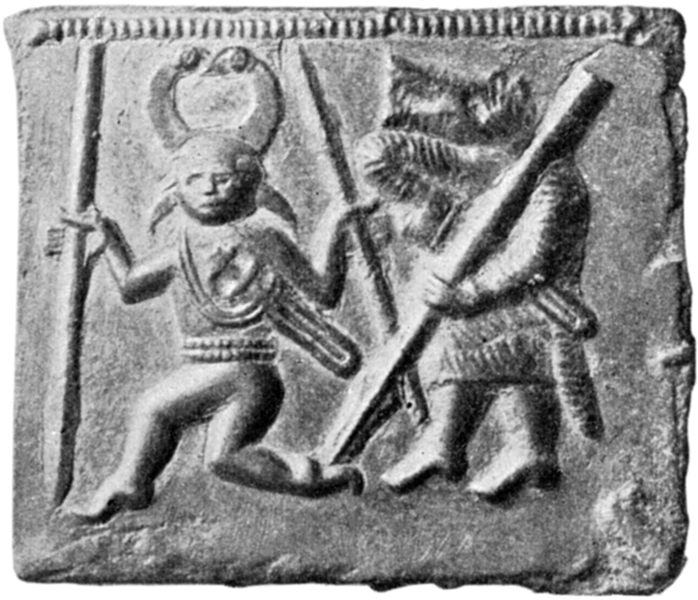
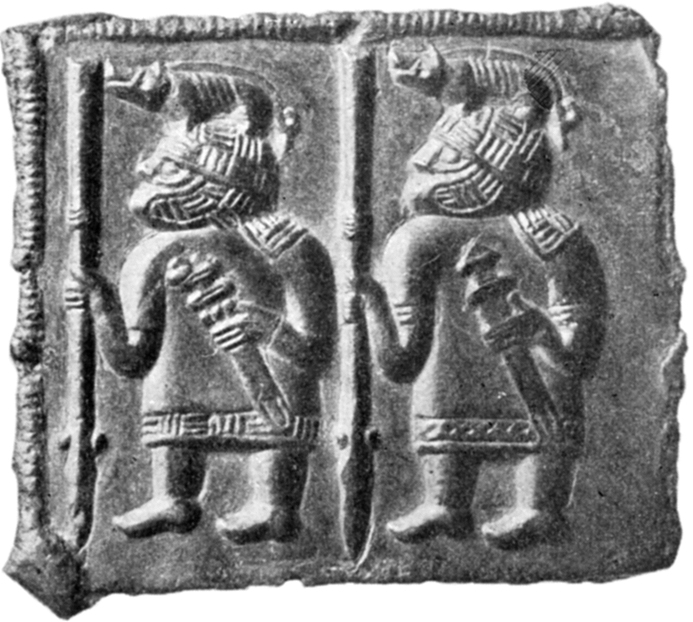
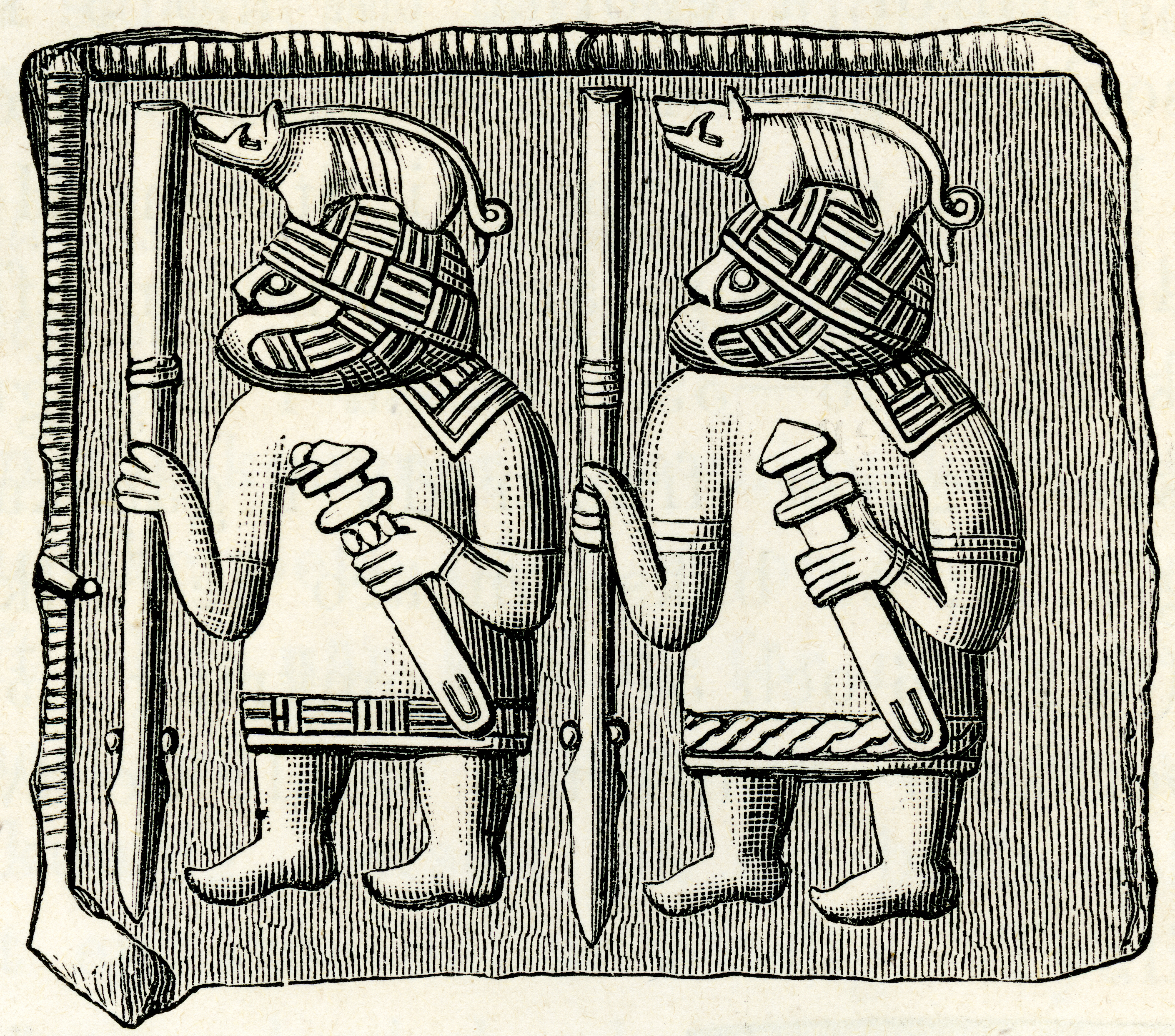
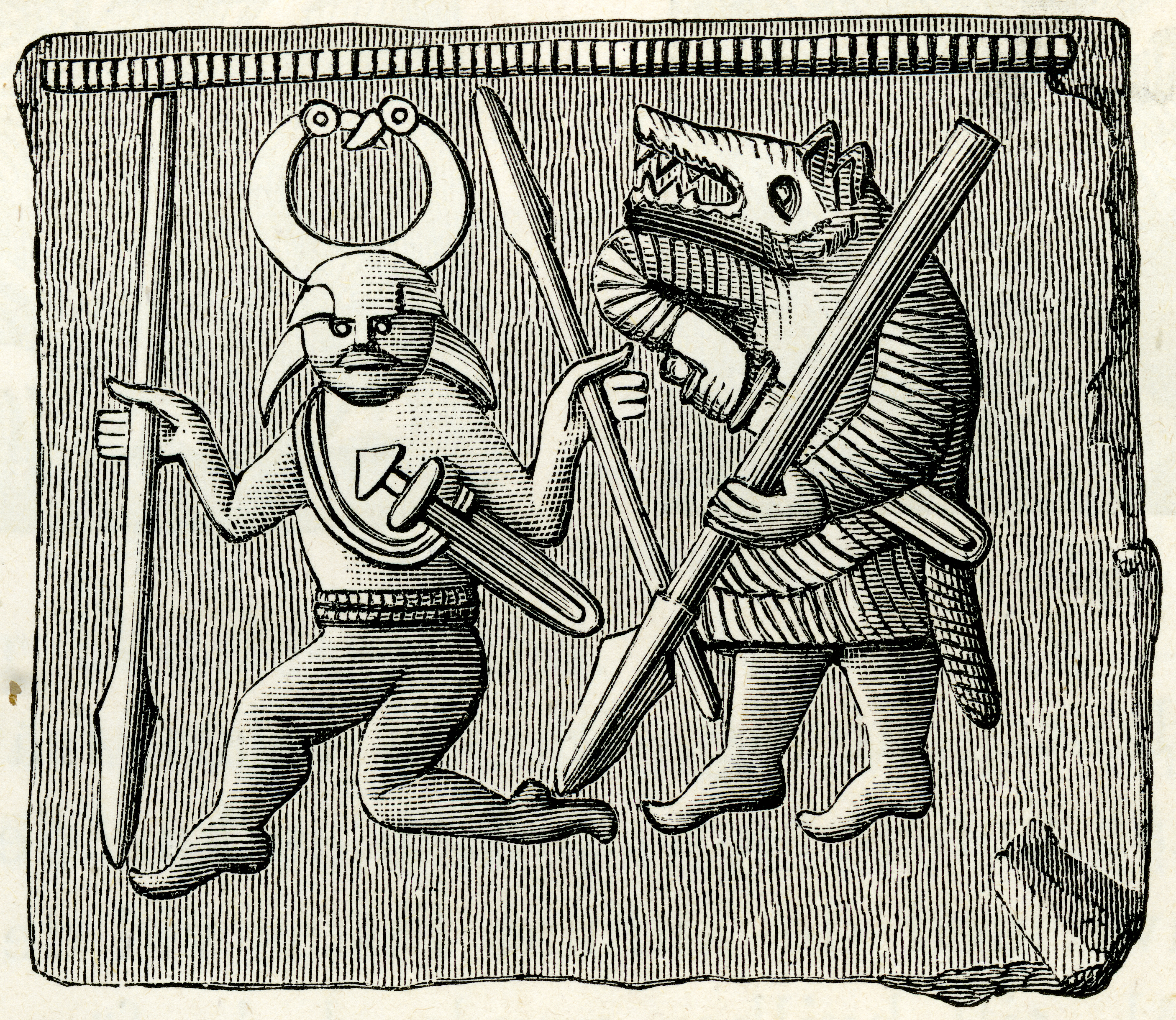

## الاستشهادات
تظهر سيرتهم بشكل بارز في العديد من الملاحم والقصائد الأخرى.. ويتم وصفهم بأنهم قساة وهمجيون، يحملون صفات غير آدمية.. محاربين لا يمكنهم السيطرة على أنفسهم.. هم أقرب إلى الحيوان من البشر وكان يتم النظر الييهم على أنهم (شياطين وثنية) 
يعتقد أن محاربي «بيرسيرك» تم ذكرهم ولأول مرة في قصيدة طويلة للأديب الإسكندنافي العريق توربيورنا هورنكلوفي، وتتحدث القصيدة عن انتصار الملك هارالد مؤسس مملكة النرويج في معركة هافرسفورد التي يزعم أنها جرت في في أواخر القرن التاسع 
كما تم وصفهم في مجموعة قصص «إيدا الصغرى» الإسكندنافية القديمة تلك الحكايات الأسطورية التي صاغها الكاتب سنوري سترلسون Snorri Sturluson . فقد كتب في ملحمة «ينجلينج»، وهذه تعني سلالة الملوك الإسكندينافيين، ما يلي:
«ألقى رجال آلهة الأودين بأنفسهم في المعركة من دون دروع، وكانوا مسعورين مثل الكلاب أو الذئاب. وفي أثناء انتظار المعركة كان المحاربون يقضمون دروعهم وأيديهم غضباً من نفاذ صبرهم. لقد كانوا أقوياء مثل الدببة أو الثيران. وكانوا يصرخون بوحشية قبل انقضاضهم على أعدائهم، ولم تكن النار ولا الرماح والسيوف تشكّل خطراً عليهم...».
وأكد الشاعر الإسكندنافي «لقد كان الآلهة أودين قادراً على إصابة أعدائه بالعمى والطرش أثناء المعركة أو زرع الخوف في قلوبهم أو أن يجعل سيوفهم كالعصي».
هناك تأكيد آخر للعلاقة بين البيرسيركيين وعبادة الإله الرئيسي للآلهة الإسكندنافية. حتى أن ترجمة العديد من أسماء أودين تبين مدى الجنون والعنفوان بطبيعته، فهو الرهيب والمتشدد وزارع الفتن والشرير، بالإضافة إلى أنه اله الحكمة والحرب والمعركة والموت والسحر والتنبؤ والشعر والنصر والموت والنصر والصيد.}}
.

## نهاية البيرسيركيين
إن نهاية الحقبة الزمنية لحملة النرمنديين والدخول في الديانة المسيحية على الأراضي الاسكندينافية كل هذا أدى في نهاية الأمر إلى إعادة النظر وبشكل كامل بنمط حياة البيرسيركيين. ففي خلال القرن الحادي عشر ضعف الفايكنغ وبدئوا بالدخول إلى المسيحية، أما مقاتلو البيرسيركيين فقد هاجروا إلى البلدان الأخرى بحثا عن حياة أفضل لكنهم لم يتخلوا عن همجيتهم وقاموا بتشكيل عصابات تقوم بهجمات ليلية على القرى من أجل سلبها، وبسبب تزايد مذابحهم وأعمالهم الهمجية وسلوكهم الحيواني قررت ممالك أوروبا وضع حد لهم حيث قاموا بمطاردتهم في مختلف البلدان، ومما سهّل القضاء عليهم هو أنهم كانوا جماعات متفرقة ومنقسمة.
تتحدث ملحمة فاتيسدول أنه وبسبب قدوم الأسقف فريدريك إلى إسكتلندا تم إعلان الحرب على البيرسيركيين متهمين إياهم القيام بعمليات اغتصاب واستبداد، وإن حقدهم لا يعرف الحدود.
وقد أصبح صلب البيرسيركيين وحرقهم من المناظر الشائعة في بلدان أوروبا، وفي وقت قصير اختفى المقاتلون الخالدون لتختفي معهم أسطورتهم وتطوى صفحة مظلمة من تاريخ أوروبا.
لا أحد يعرف حتى الآن أين ومتى توفي آخر فرد من البيرسيركيين «فالتاريخ يخفي هذا السر»، ولا يبوح إلا ببعض الأعمال البطولية لفرسان الفايكينغ في الملاحم وعلى جدران الصخور المنتشرة في الجبال الإسكندنافية.